# シマスカンク
シマスカンク（Mephitis mephitis）は、哺乳綱食肉目スカンク科スカンク属に分類される哺乳類。スカンク属の模式種。北アメリカ（カナダ南部、アメリカ合衆国、メキシコ北部）に分布。

## 形態

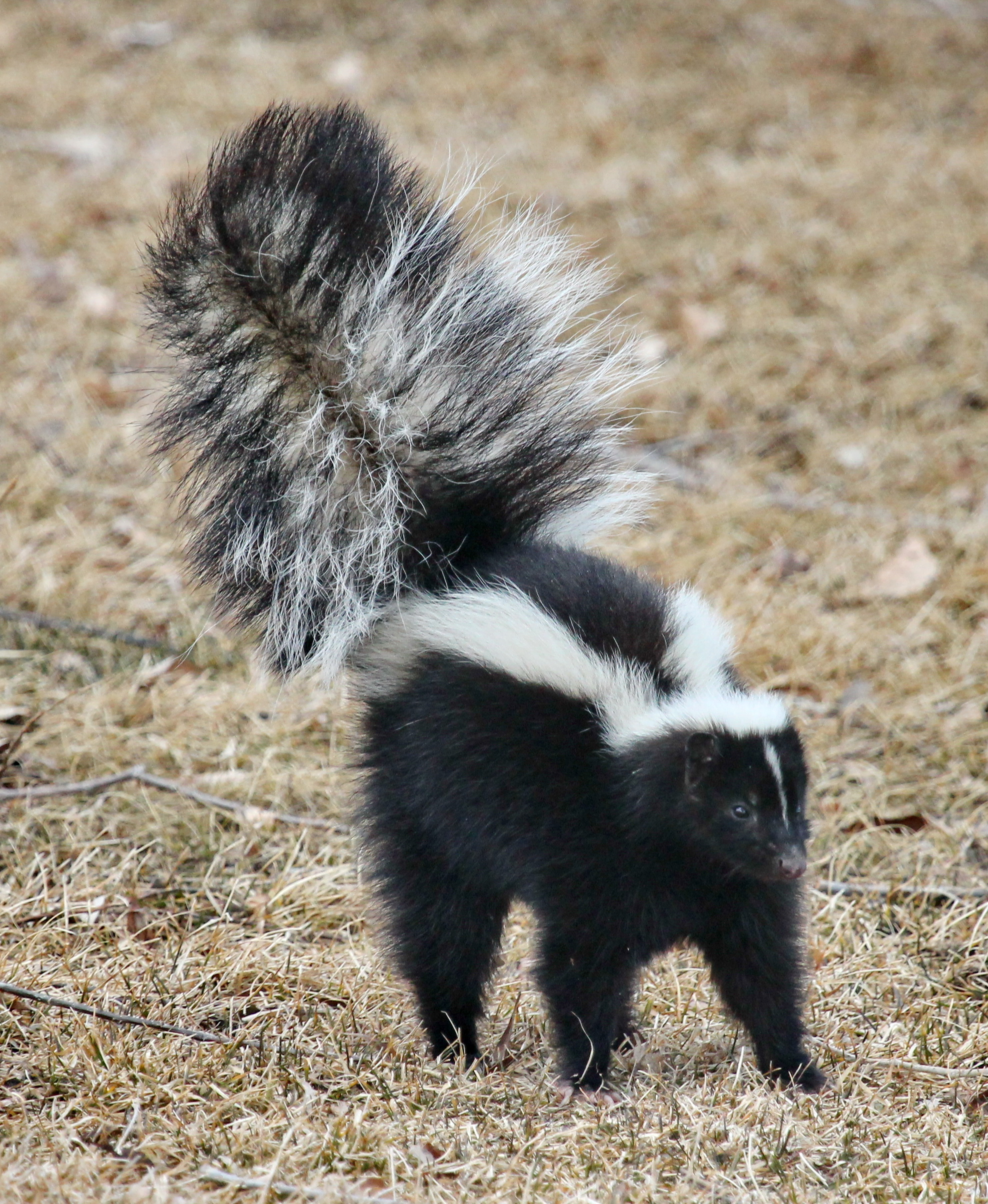
尾を直立させた姿勢は臭液を噴射しようとするサインである。

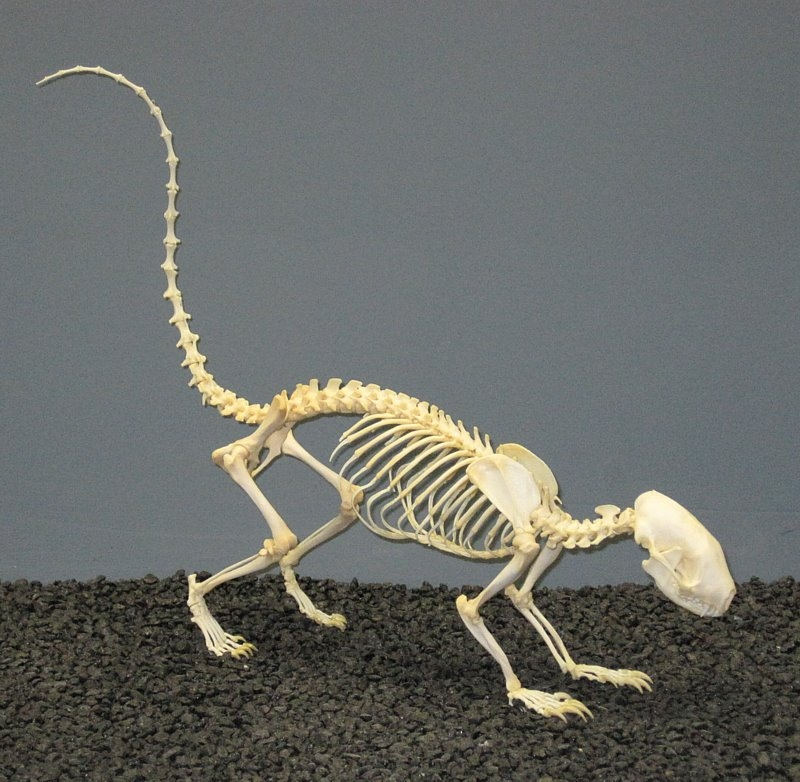
シマスカンクの全身骨格

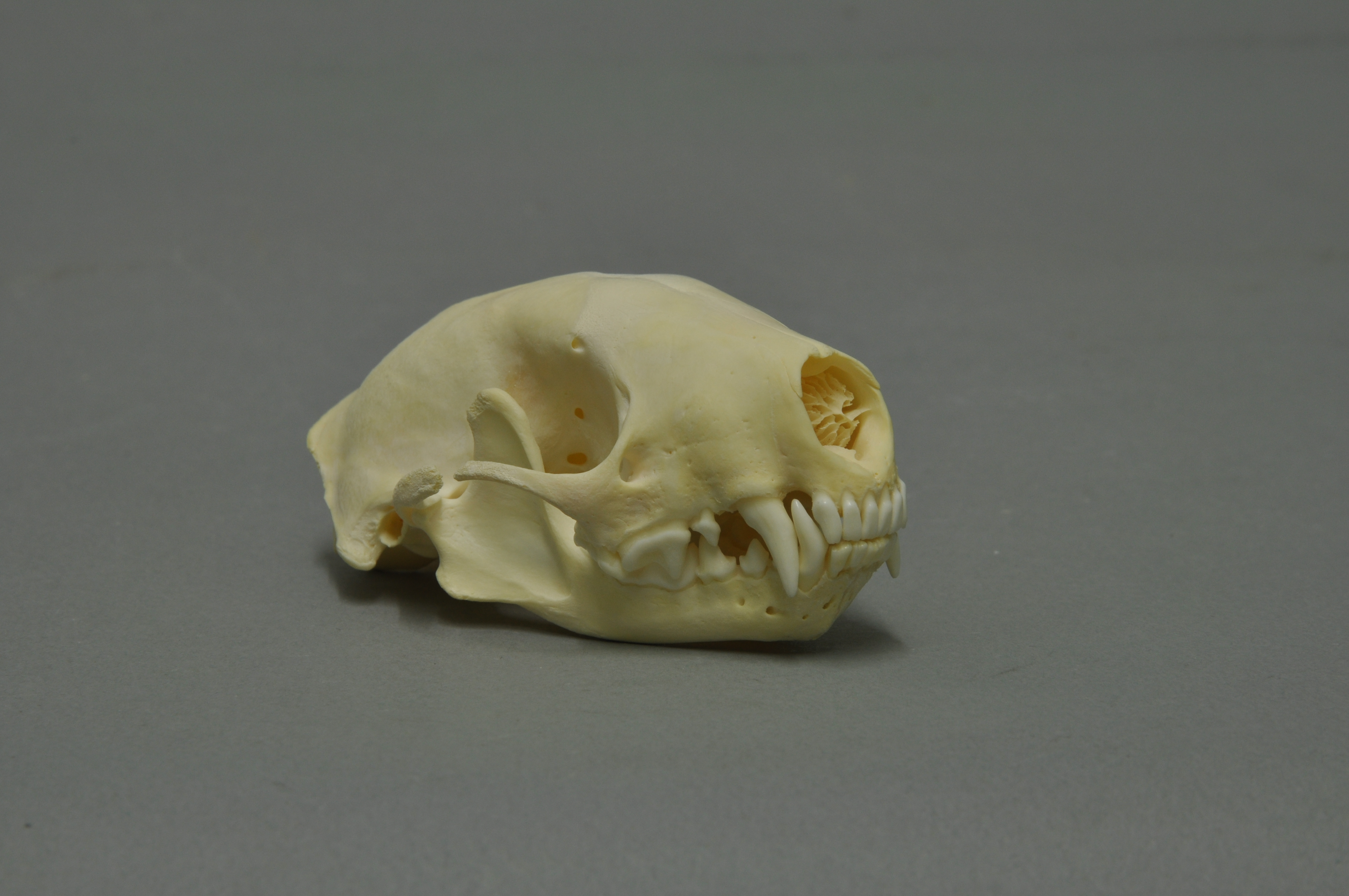
シマスカンクの頭蓋骨

頭胴長（体長）33-45cm、尾長18.4-39.3cm。体重1.8-4.5kg（稀に5.5kgになるものもある）。成獣の雄は雌より10％大きい。
小さな円錐形の頭と長く重い毛皮で覆われた尾を持つ。体は頑丈な造りで、手足は短い。
毛皮の色とパターンは個体によって大きく異なるが、一般的には黒をベースに、白い筋が頭から尻と尾まで続く（白い筋は途中、肩で分かれる）。胸に白い斑点があったり、前肢の外面に白い縞模様がある個体もある。しばしば灰色やクリーム色への突然変異が起こる。
肢はむき出しの足裏をもつ板状で、ブタバナスカンクほど広くも平らでもない。前肢には穴を掘るのに適した5本の湾曲した長い爪があり、後肢の爪は短くてまっすぐである。

## 臭液
他のスカンク同様、捕食者を追い払うために、悪臭を放つ液体で満たされた臭腺を持つ。2つの発達した臭腺を持ち、各15mlの臭液が入っている。これを噴射して捕食者への化学的防御とする。臭液は油分に富み、黄色く、強力な臭気のチオールの混合物で構成されており、数メートルの距離へ噴霧することができる。

## 生態
温帯林、農地、市街地などに生息。繁殖期や冬期を除いて単独性で、夕方や夜間に活動する。一夫多妻制で、雑食性。北部の個体群は冬眠を行う。
猛禽類を除いて、自然界の捕食者がほとんどいない。

## 人間との関係
毛皮のために捕獲され、また、飼育されて、ペットとして飼われてきた、という人間との関係において長い歴史を持つ。現在は低危険種に分類されており、人為的に改変された環境にもよく適応している。北米の動物の中で最も有名なものの一つで、漫画や児童書で人気のある種である。アメリカ合衆国では狂犬病の主な媒介者となっている。